# كيني كارول
كيني كارول (22 مارس 1983 في جمهورية أيرلندا - ) (بالإنجليزية: Kenny Carroll)‏ هو لاعب كريكت أيرلندي. شارك مع منتخب أيرلندا للكريكت.

## وصلات خارجية
- كيني كارول على موقع إي آس بي آن كريك إنفو (الإنجليزية)